# Aristonectes
Aristonectes (có nghĩa là "kẻ bơi lội giỏi nhất") là một chi đã tuyệt chủng của plesiosaur  từ cuối kỷ Phấn trắng, mà ngày nay là Nam Mỹ và Nam Cực. Loài điển hình là Aristonectes parvidens, lần đầu tiên được đặt tên bởi Cabrera vào năm 1941.
Aristonectes đã có nhiều phân loại khác nhau từ những mô tả trong năm 1941, nhưng một đánh giá năm 2003 về plesiosaur được tiến hành bởi Gasparini và cộng sự cho thấy Aristonectes có họ hàng gần nhất là Elasmosaurus. Một plesiosaur  tương tự, Morturneria, có thể chỉ là danh pháp đồng nghĩa của Aristonectes.
Aristonectes gần đây đã được phân loại là một họ riêng của mình, cùng với Tatenectes, Kaiwhekea và Kimmerosaurus bởi O'Keefe và Street (2009), là họ chị em với của Cryptoclidus và Polycotylus, nhưng một nghiên cứu gần đây lại (Otero và cộng sự, 2014) cho thấy Aristonectes thực chất là Elasmosaurid do đó danh pháp Aristonectidae thì đồng nghĩa với Elasmosauridae.